# Braucourt
Braucourt is een dorp in de Franse gemeente Éclaron-Braucourt-Sainte-Livière in het departement Haute-Marne in de regio Grand Est.

## Geschiedenis
Braucourt werd al genoemd in de achtste eeuw. De plaats hing eerst af van de abdij van Montier-en-Der en later van de heren van Éclaron. In de zestiende eeuw werd het dorp geplunderd en grotendeels verwoest door het leger van keizer Karel V.
Op 1 januari 1973 ging Braucourt samen met de gemeente Éclaron op in de gemeente Éclaron-Braucourt in een fusion-association. Dit hield in dat Braucourt als commune associée nog enige mate van zelfstandigheid behield.

## Afbeeldingen

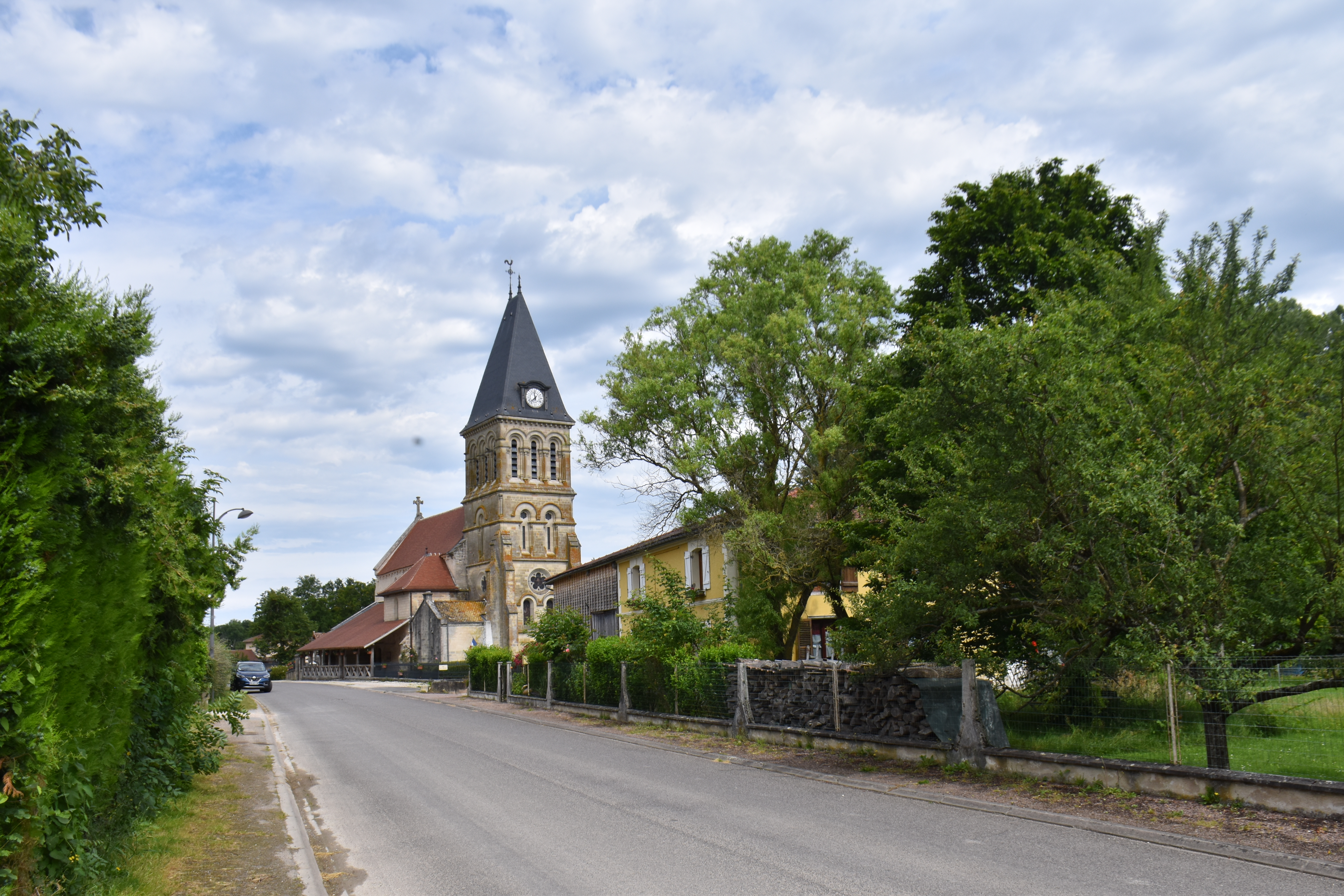
Centrum van het Dorp
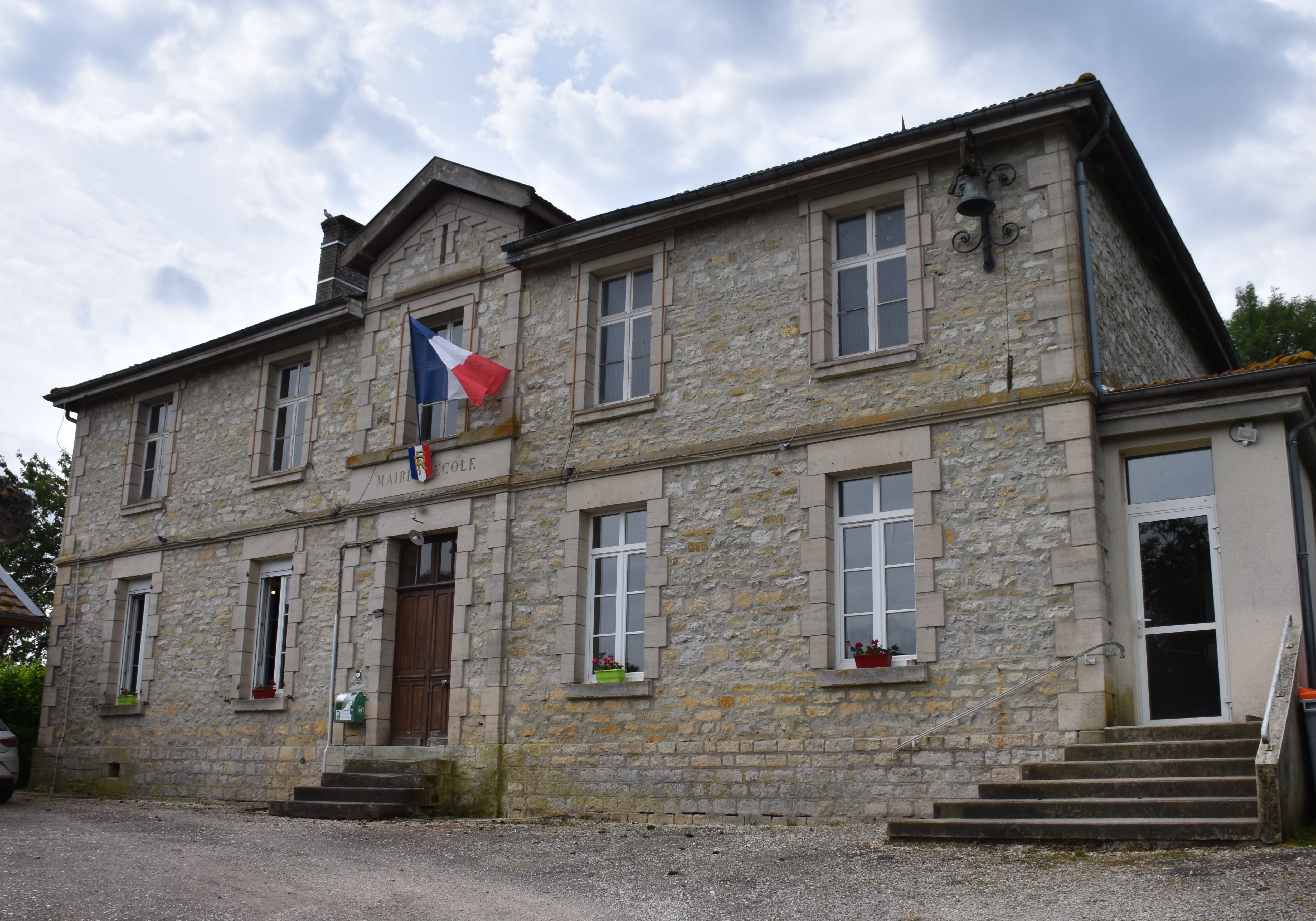
Voormalig gemeentehuis
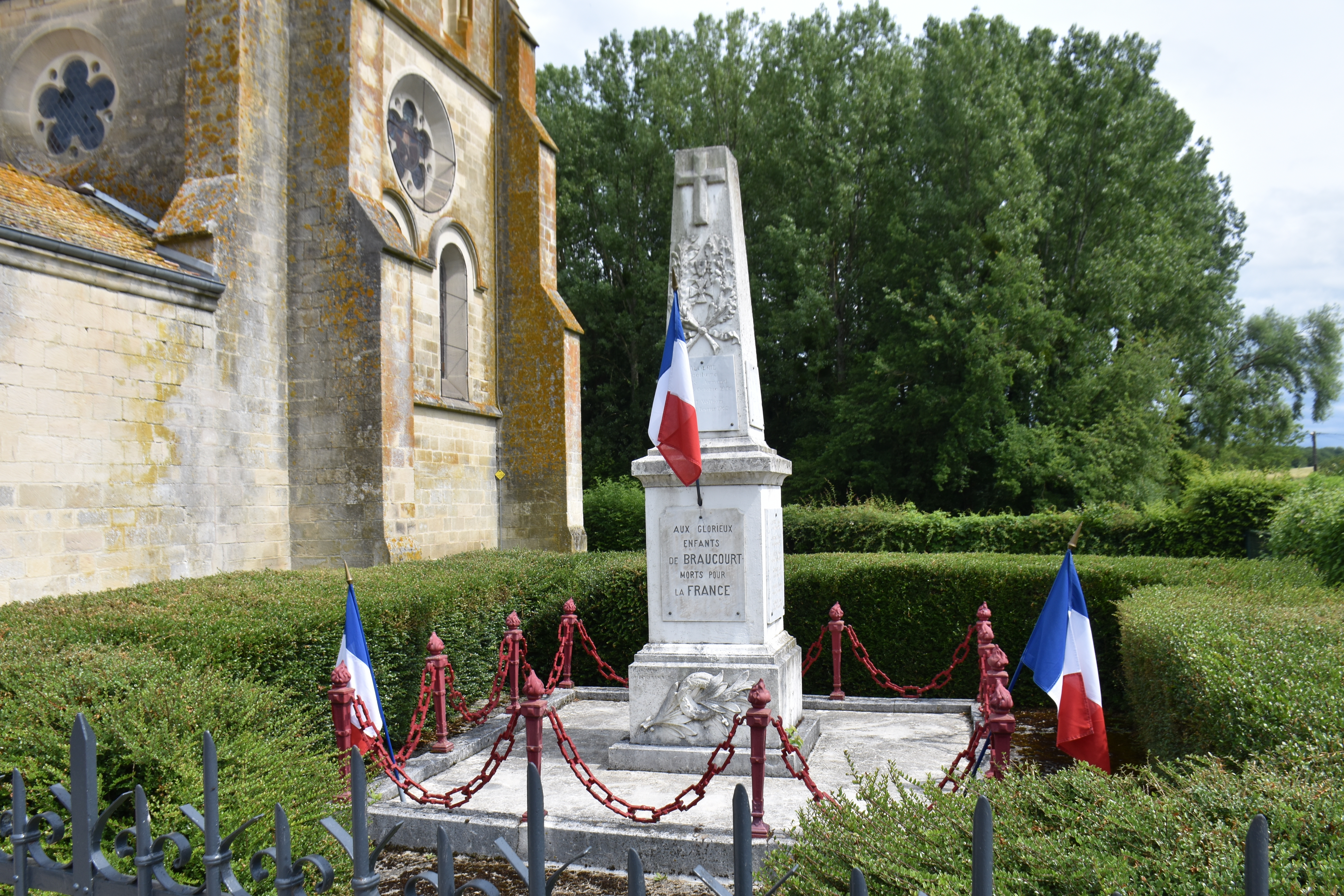
Monument voor gevallenen
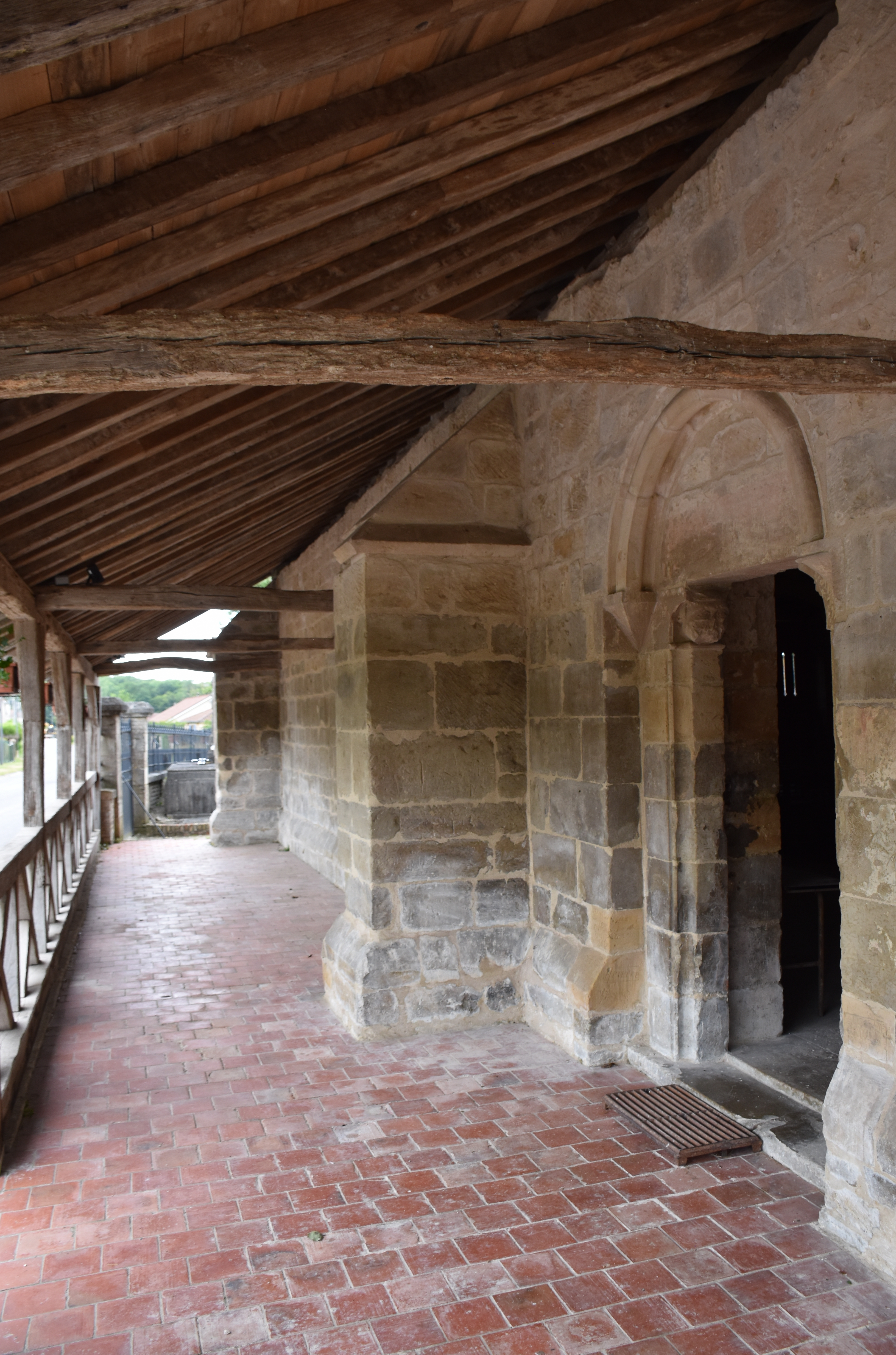
De caquetoire van de OLV-tenhemelopnemingkerk